# فايب لبنان
فايب لبنان هي إذاعة لبنانية تبث عبر الإنترنت، وتأسست في بيروت العاصمة اللبنانية في شهر نوفمبر/تشرين الثاني من عام 1998 م، وتعتبر أول إذاعة إلكترونية بلبنان. تبث البرامج الغنائية والمقابلات في مجال الفن والموسيقى والغناء وآخر الأنباء الفنية والرياضية.